# Seven de la República 2002
El Seven de la República de 2002 fue la vigésima edición del torneo de rugby 7 de fin de temporada para uniones regionales afiliadas a la Unión Argentina de Rugby y la décimo-cuarta en ser organizada en la ciudad de Paraná, Entre Ríos. Se llevó a cabo el 7 y 8 de diciembre de 2002 en El Plumazo y La Tortuguita, sedes del Club Atlético Estudiantes de Paraná y el Paraná Rowing Club, respectivamente.
El seleccionado de la Unión de Rugby de Salta, dirigida por Nahuel García, consiguió el primer título de su historia al derrotar 14-12 en la final al seleccionado de Unión de Rugby de Buenos Aires. José Correa marco dos tries para los Mayuatos en las semifinales contra Tucumán y fue elegido como el mejor jugador del torneo.
Rosario, Entre Ríos y San Juan se quedaron con las Copas de Plata, Bronce y Madera, respectivamente. La Unión de Rugby de Tierra del Fuego obtuvo el premio fair play, mientras que el premio a mejor equipo extranjero (trofeo instituido por la Confederación Sudamericana de Rugby) fue otorgado a Chile.
Esta edición del torneo fue la primera en contar con veintiocho participantes, superando el previo récord de veinticinco equipos establecido en 1999. Esta cantidad fue alcanzada nuevamente en 2009 y se convertiría en regular a partir del Seven de la República Masculino 2018.

## Equipos participantes
Participaron del torneo veintiocho equipo proveniente de veintidós uniones provinciales de Argentina y cuatro selecciones nacionales de Sudamérica.
| Equipo              | Unión                                                |
| ------------------- | ---------------------------------------------------- |
| Alto Valle          | Unión de Rugby del Alto Valle de Río Negro y Neuquén |
| Austral             | Unión de Rugby Austral                               |
| Brasil              | Associação Brasileira de Rugby                       |
| Buenos Aires        | Unión de Rugby de Buenos Aires                       |
| Chile               | Federación de Rugby de Chile                         |
| Chubut              | Unión de Rugby del Valle del Chubut                  |
| Córdoba             | Unión Cordobesa de Rugby                             |
| Cuyo                | Unión de Rugby de Cuyo                               |
| Entre Ríos Rojo     | Unión Entrerriana de Rugby                           |
| Entre Ríos Verde    | Unión Entrerriana de Rugby                           |
| Formosa             | Unión de Rugby de Formosa                            |
| Jujuy               | Unión Jujeña de Rugby                                |
| La Rioja            | Unión Riojana de Rugby                               |
| Mar del Plata       | Unión de Rugby de Mar del Plata                      |
| Misiones            | Unión de Rugby de Misiones                           |
| Nordeste            | Unión de Rugby del Nordeste                          |
| Oeste               | Unión de Rugby del Oeste de Buenos Aires             |
| Paraguay            | Unión de Rugby del Paraguay                          |
| Rosario             | Unión de Rugby de Rosario                            |
| Salta               | Unión de Rugby de Salta                              |
| San Juan            | Unión Sanjuanina de Rugby                            |
| Santa Fe            | Unión Santafesina de Rugby                           |
| Santa Fe B          | Unión Santafesina de Rugby                           |
| Santiago del Estero | Unión Santiagueña de Rugby                           |
| Sur                 | Unión de Rugby del Sur                               |
| Tierra del Fuego    | Unión de Rugby de Tierra del Fuego                   |
| Tucumán             | Unión de Rugby de Tucumán                            |
| Uruguay             | Unión de Rugby del Uruguay                           |

En cursiva los seleccionados internacionales invitados.
La Unión Entrerriana de Rugby presentó dos equipos: Entre Ríos Verde y Entre Ríos Rojo; mientras que la Unión Santafesina de Rugby presentó un equipo "B" debido a la ausencia a último momento del seleccionado de la Unión de Rugby del Centro de la Provincia de Buenos Aires. Debido a la premura de la situación, Santa Fe B no llegó a disputar su primer encuentro ante Cuyo. La Unión de Rugby del Valle del Chubut también se ausentó y no disputó ninguno de sus encuentros.

## Formato
Fase de grupos
Los veintiocho equipos fueron divididos en ocho grupos: cuatro de cuatro equipos cada uno y cuatro de tres equipos. Cada grupo se resolvió con el sistema de todos contra todos a una sola ronda; la victoria otorgando 2 puntos, el empate 1 y la derrota 0. Los equipos clasificaron a la fase final de acuerdo a su posiciones finales en el grupo.
Fase final
La fase final se definió a eliminación directa en tres rondas. Los equipos fueron divididos en tres cuadros de acuerdo a su posiciones en la fase de grupos: los ganadores clasificaron a la Copa de Oro, los segundos a la Copa de Plata y los terceros a la Copa de Bronce. Los cuatro equipos que finalizaron cuartos en las zonas de cuatro equipos jugaron por la Copa de Madera a dos rondas.

## Fase de grupos
| Pos. | Equipos      | Partidos | Partidos | Partidos | Tantos | Tantos | Tantos | Pts. |
| Pos. | Equipos      | G        | E        | P        | PF     | PC     | DP     | Pts. |
| ---- | ------------ | -------- | -------- | -------- | ------ | ------ | ------ | ---- |
| 1.°  | Buenos Aires | 1        | 1        | 0        | 64     | 14     | +50    | 3    |
| 2.°  | Chile        | 1        | 1        | 0        | 56     | 14     | +42    | 3    |
| 3.°  | Brasil       | 0        | 0        | 2        | 0      | 92     | -92    | 0    |

|  | Buenos Aires | 50 - 0  | Brasil |  |  |
|  |              | Reporte |        |  |  |

|  | Brasil | 0 - 42  | Chile |  |  |
|  |        | Reporte |       |  |  |

|  | Buenos Aires | 14 - 14 | Chile |  |  |
|  |              | Reporte |       |  |  |

| Pos. | Equipos       | Partidos | Partidos | Partidos | Tantos | Tantos | Tantos | Pts. |
| Pos. | Equipos       | G        | E        | P        | PF     | PC     | DP     | Pts. |
| ---- | ------------- | -------- | -------- | -------- | ------ | ------ | ------ | ---- |
| 1.°  | Mar del Plata | 2        | 0        | 0        | 47     | 14     | +33    | 4    |
| 2.°  | Jujuy         | 1        | 0        | 1        | 21     | 31     | -10    | 2    |
| 3.°  | Misiones      | 0        | 0        | 2        | 19     | 42     | -23    | 0    |

|  | Mar del Plata | 28 - 7  | Misiones |  |  |
|  |               | Reporte |          |  |  |

|  | Misiones | 12 - 14 | Jujuy |  |  |
|  |          | Reporte |       |  |  |

|  | Mar del Plata | 19 - 7  | Jujuy |  |  |
|  |               | Reporte |       |  |  |

| Pos. | Equipos  | Partidos | Partidos | Partidos | Tantos | Tantos | Tantos | Pts. |
| Pos. | Equipos  | G        | E        | P        | PF     | PC     | DP     | Pts. |
| ---- | -------- | -------- | -------- | -------- | ------ | ------ | ------ | ---- |
| 1.°  | Santa Fe | 2        | 0        | 0        | 45     | 24     | +21    | 4    |
| 2.°  | Sur      | 1        | 0        | 1        | 51     | 43     | +8     | 2    |
| 3.°  | Oeste    | 0        | 0        | 2        | 24     | 53     | -29    | 0    |

|  | Santa Fe | 26 - 17 | Sur |  |  |
|  |          | Reporte |     |  |  |

|  | Sur | 34 - 17 | Oeste |  |  |
|  |     | Reporte |       |  |  |

|  | Santa Fe | 19 - 7  | Oeste |  |  |
|  |          | Reporte |       |  |  |

| Pos. | Equipos    | Partidos | Partidos | Partidos | Tantos | Tantos | Tantos | Pts. |
| Pos. | Equipos    | G        | E        | P        | PF     | PC     | DP     | Pts. |
| ---- | ---------- | -------- | -------- | -------- | ------ | ------ | ------ | ---- |
| 1.°  | Alto Valle | 2        | 0        | 0        | 47     | 17     | +30    | 4    |
| 2.°  | Rosario    | 1        | 0        | 1        | 38     | 29     | +9     | 2    |
| 3.°  | Formosa    | 0        | 0        | 2        | 19     | 58     | -39    | 0    |

|  | Rosario | 12 - 15 | Alto Valle |  |  |
|  |         | Reporte |            |  |  |

|  | Alto Valle | 32 - 5  | Formosa |  |  |
|  |            | Reporte |         |  |  |

|  | Rosario | 26 - 14 | Formosa |  |  |
|  |         | Reporte |         |  |  |

| Pos. | Equipos       | Partidos | Partidos | Partidos | Tantos | Tantos | Tantos | Pts. |
| Pos. | Equipos       | G        | E        | P        | PF     | PC     | DP     | Pts. |
| ---- | ------------- | -------- | -------- | -------- | ------ | ------ | ------ | ---- |
| 1.°  | Salta         | 3        | 0        | 0        | 62     | 17     | +45    | 6    |
| 2.°  | S. del Estero | 2        | 0        | 1        | 59     | 24     | +35    | 4    |
| 3.°  | Entre Ríos R  | 1        | 0        | 2        | 40     | 55     | -15    | 2    |
| 4.°  | La Rioja      | 0        | 0        | 3        | 15     | 80     | -65    | 0    |

|  | Entre Ríos | 26 - 5  | La Rioja |  |  |
|  |            | Reporte |          |  |  |

|  | S. d. Estero | 7 - 10  | Salta |  |  |
|  |              | Reporte |       |  |  |

|  | La Rioja | 10 - 26 | Salta |  |  |
|  |          | Reporte |       |  |  |

|  | Entre Ríos | 14 - 24 | S. d. Estero |  |  |
|  |            | Reporte |              |  |  |

|  | La Rioja | 0 - 28  | S. d. Estero |  |  |
|  |          | Reporte |              |  |  |

|  | Entre Ríos | 0 - 26  | Salta |  |  |
|  |            | Reporte |       |  |  |

| Pos. | Equipos  | Partidos | Partidos | Partidos | Tantos | Tantos | Tantos | Pts. |
| Pos. | Equipos  | G        | E        | P        | PF     | PC     | DP     | Pts. |
| ---- | -------- | -------- | -------- | -------- | ------ | ------ | ------ | ---- |
| 1.°  | Tucumán  | 3        | 0        | 0        | 58     | 7      | +51    | 6    |
| 2.°  | Córdoba  | 2        | 0        | 1        | 48     | 17     | +31    | 4    |
| 3.°  | Paraguay | 1        | 0        | 2        | 3      | 76     | -73    | 2    |
| 4.°  | Chubut   | 0        | 0        | 3        | 0      | 9      | -9     | 0    |

|  | Córdoba | 38 - 0  | Paraguay |  |  |
|  |         | Reporte |          |  |  |

|  | Tucumán | 3 - 0   | Chubut |  |  |
|  |         | Reporte |        |  |  |

|  | Paraguay | 3 - 0   | Chubut |  |  |
|  |          | Reporte |        |  |  |

|  | Córdoba | 7 - 17  | Tucumán |  |  |
|  |         | Reporte |         |  |  |

|  | Chubut | 0 - 3   | Córdoba |  |  |
|  |        | Reporte |         |  |  |

|  | Tucumán | 38 - 0  | Paraguay |  |  |
|  |         | Reporte |          |  |  |

| Pos. | Equipos      | Partidos | Partidos | Partidos | Tantos | Tantos | Tantos | Pts. |
| Pos. | Equipos      | G        | E        | P        | PF     | PC     | DP     | Pts. |
| ---- | ------------ | -------- | -------- | -------- | ------ | ------ | ------ | ---- |
| 1.°  | Nordeste     | 3        | 0        | 0        | 76     | 5      | +71    | 6    |
| 2.°  | Entre Ríos V | 2        | 0        | 1        | 50     | 26     | +24    | 4    |
| 3.°  | T. del Fuego | 1        | 0        | 2        | 45     | 50     | -5     | 2    |
| 4.°  | Austral      | 0        | 0        | 3        | 12     | 102    | -90    | 0    |

|  | Nordeste | 19 - 0  | T. del Fuego |  |  |
|  |          | Reporte |              |  |  |

|  | Entre Ríos | 26 - 0  | Austral |  |  |
|  |            | Reporte |         |  |  |

|  | Nordeste | 31 - 5  | Austral |  |  |
|  |          | Reporte |         |  |  |

|  | Entre Ríos | 24 - 0  | T. del Fuego |  |  |
|  |            | Reporte |              |  |  |

|  | Nordeste | 26 - 0  | Entre Ríos |  |  |
|  |          | Reporte |            |  |  |

|  | Austral | 7 - 45  | T. del Fuego |  |  |
|  |         | Reporte |              |  |  |

| Pos. | Equipos    | Partidos | Partidos | Partidos | Tantos | Tantos | Tantos | Pts. |
| Pos. | Equipos    | G        | E        | P        | PF     | PC     | DP     | Pts. |
| ---- | ---------- | -------- | -------- | -------- | ------ | ------ | ------ | ---- |
| 1.°  | Cuyo       | 3        | 0        | 0        | 88     | 7      | +81    | 6    |
| 2.°  | Santa Fe B | 1        | 1        | 1        | 22     | 24     | -2     | 3    |
| 3.°  | Uruguay    | 0        | 2        | 1        | 21     | 59     | -38    | 2    |
| 4.°  | San Juan   | 0        | 1        | 2        | 35     | 76     | -41    | 1    |

|  | Cuyo | 3 - 0   | Santa Fe B |  |  |
|  |      | Reporte |            |  |  |

|  | San Juan | 14 - 14 | Uruguay |  |  |
|  |          | Reporte |         |  |  |

|  | Santa Fe B | 15 - 14 | San Juan |  |  |
|  |            | Reporte |          |  |  |

|  | Uruguay | 0 - 38  | Cuyo |  |  |
|  |         | Reporte |      |  |  |

|  | Santa Fe B | 7 - 7   | Uruguay |  |  |
|  |            | Reporte |         |  |  |

|  | Cuyo | 47 - 7  | San Juan |  |  |
|  |      | Reporte |          |  |  |

- Se dieron por perdidos y se otorgó una derrota por 3-0 a los equipos que no se presentaron a sus partidos (Chubut y Santa Fe B).[13]

|  | Clasifica a Copa de Oro    |
|  | Clasifica a Copa de Plata  |
|  | Clasifica a Copa de Bronce |
|  | Clasifica a Copa de Madera |

## Fase final

### Copa de Oro
|  | Cuartos de final | Cuartos de final | Cuartos de final |               |              | Semifinales  | Semifinales | Semifinales |  |              | Final        | Final | Final |  |
|  |                  |                  |                  |               |              |              |             |             |  |              |              |       |       |  |
|  |                  |                  |                  |               |              |              |             |             |  |              |              |       |       |  |
|  | A                | Buenos Aires     | 12               |               |              |              |             |             |  |              |              |       |       |  |
|  | A                | Buenos Aires     | 12               |               |              |              |             |             |  |              |              |       |       |  |
|  | H                | Cuyo             | 10               |               |              |              |             |             |  |              |              |       |       |  |
|  | H                | Cuyo             | 10               |               | Buenos Aires | Buenos Aires | 19          |             |  |              |              |       |       |  |
|  |                  |                  |                  |               | Buenos Aires | Buenos Aires | 19          |             |  |              |              |       |       |  |
|  |                  |                  | Mar del Plata    | Mar del Plata | 5            |              |             |             |  |              |              |       |       |  |
|  | B                | Mar del Plata    | Mar del Plata    | Mar del Plata | 5            | 14           |             |             |  |              |              |       |       |  |
|  | B                | Mar del Plata    |                  |               |              |              |             |             |  |              |              |       |       |  |
|  | G                | Nordeste         | 0                |               |              |              |             |             |  |              |              |       |       |  |
|  | G                | Nordeste         | 0                |               |              |              |             |             |  | Buenos Aires | Buenos Aires | 12    |       |  |
|  |                  |                  |                  |               |              |              |             |             |  | Buenos Aires | Buenos Aires | 12    |       |  |
|  |                  |                  | Salta            | Salta         | 14           |              |             |             |  |              |              |       |       |  |
|  | C                | Santa Fe         | Salta            | Salta         | 14           | 21           |             |             |  |              |              |       |       |  |
|  | C                | Santa Fe         |                  |               |              |              |             |             |  |              |              |       |       |  |
|  | F                | Tucumán          | 31               |               |              |              |             |             |  |              |              |       |       |  |
|  | F                | Tucumán          | 31               |               | Tucumán      | Tucumán      | 12          |             |  |              |              |       |       |  |
|  |                  |                  |                  |               | Tucumán      | Tucumán      | 12          |             |  |              |              |       |       |  |
|  |                  |                  | Salta            | Salta         | 19           |              |             |             |  |              |              |       |       |  |
|  | D                | Alto Valle       | Salta            | Salta         | 19           | 7            |             |             |  |              |              |       |       |  |
|  | D                | Alto Valle       |                  |               |              |              |             |             |  |              |              |       |       |  |
|  | E                | Salta            | 14               |               |              |              |             |             |  |              |              |       |       |  |
|  | E                | Salta            | 14               |               |              |              |             |             |  |              |              |       |       |  |
|  |                  |                  |                  |               |              |              |             |             |  |              |              |       |       |  |

| 8 de diciembre | Santa Fe | 7 - 26  | Alto Valle |  |  |
|                |          | Reporte |            |  |  |

| 8 de diciembre | Cuyo | G.P - P.P. | Nordeste |  |  |

### Copa de Plata
|  | Cuartos de final | Cuartos de final | Cuartos de final |                 |         | Semifinales | Semifinales | Semifinales |  |                 | Final           | Final | Final |  |
|  |                  |                  |                  |                 |         |             |             |             |  |                 |                 |       |       |  |
|  |                  |                  |                  |                 |         |             |             |             |  |                 |                 |       |       |  |
|  | A                | Chile            | 42               |                 |         |             |             |             |  |                 |                 |       |       |  |
|  | A                | Chile            | 42               |                 |         |             |             |             |  |                 |                 |       |       |  |
|  | H                | Santa Fe B       | 0                |                 |         |             |             |             |  |                 |                 |       |       |  |
|  | H                | Santa Fe B       | 0                |                 | Chile   | Chile       | 5           |             |  |                 |                 |       |       |  |
|  |                  |                  |                  |                 | Chile   | Chile       | 5           |             |  |                 |                 |       |       |  |
|  |                  |                  | Entre Ríos Rojo  | Entre Ríos Rojo | 12      |             |             |             |  |                 |                 |       |       |  |
|  | B                | Jujuy            | Entre Ríos Rojo  | Entre Ríos Rojo | 12      | 5           |             |             |  |                 |                 |       |       |  |
|  | B                | Jujuy            |                  |                 |         |             |             |             |  |                 |                 |       |       |  |
|  | G                | Entre Ríos Rojo  | 24               |                 |         |             |             |             |  |                 |                 |       |       |  |
|  | G                | Entre Ríos Rojo  | 24               |                 |         |             |             |             |  | Entre Ríos Rojo | Entre Ríos Rojo | 7     |       |  |
|  |                  |                  |                  |                 |         |             |             |             |  | Entre Ríos Rojo | Entre Ríos Rojo | 7     |       |  |
|  |                  |                  | Rosario          | Rosario         | 31      |             |             |             |  |                 |                 |       |       |  |
|  | C                | Sur              | Rosario          | Rosario         | 31      | 0           |             |             |  |                 |                 |       |       |  |
|  | C                | Sur              |                  |                 |         |             |             |             |  |                 |                 |       |       |  |
|  | F                | Córdoba          | 40               |                 |         |             |             |             |  |                 |                 |       |       |  |
|  | F                | Córdoba          | 40               |                 | Córdoba | Córdoba     | 21          |             |  |                 |                 |       |       |  |
|  |                  |                  |                  |                 | Córdoba | Córdoba     | 21          |             |  |                 |                 |       |       |  |
|  |                  |                  | Rosario          | Rosario         | 24      |             |             |             |  |                 |                 |       |       |  |
|  | D                | Rosario          | Rosario          | Rosario         | 24      | 43          |             |             |  |                 |                 |       |       |  |
|  | D                | Rosario          |                  |                 |         |             |             |             |  |                 |                 |       |       |  |
|  | E                | Sgo. del Estero  | 7                |                 |         |             |             |             |  |                 |                 |       |       |  |
|  | E                | Sgo. del Estero  | 7                |                 |         |             |             |             |  |                 |                 |       |       |  |
|  |                  |                  |                  |                 |         |             |             |             |  |                 |                 |       |       |  |

| 8 de diciembre | Santa Fe B | G.P - P.P. | Sur |  |  |

| 8 de diciembre | S.d. Estero | G.P - P.P. | Jujuy |  |  |

### Copa de Bronce
|  | Cuartos de final | Cuartos de final | Cuartos de final |                  |         | Semifinales | Semifinales | Semifinales |  |         | Final   | Final | Final |  |
|  |                  |                  |                  |                  |         |             |             |             |  |         |         |       |       |  |
|  |                  |                  |                  |                  |         |             |             |             |  |         |         |       |       |  |
|  | A                | Brasil           | 12               |                  |         |             |             |             |  |         |         |       |       |  |
|  | A                | Brasil           | 12               |                  |         |             |             |             |  |         |         |       |       |  |
|  | H                | Uruguay          | 22               |                  |         |             |             |             |  |         |         |       |       |  |
|  | H                | Uruguay          | 22               |                  | Uruguay | Uruguay     | 24          |             |  |         |         |       |       |  |
|  |                  |                  |                  |                  | Uruguay | Uruguay     | 24          |             |  |         |         |       |       |  |
|  |                  |                  | Tierra del Fuego | Tierra del Fuego | 7       |             |             |             |  |         |         |       |       |  |
|  | B                | Misiones         | Tierra del Fuego | Tierra del Fuego | 7       | 14          |             |             |  |         |         |       |       |  |
|  | B                | Misiones         |                  |                  |         |             |             |             |  |         |         |       |       |  |
|  | G                | Tierra del Fuego | 21               |                  |         |             |             |             |  |         |         |       |       |  |
|  | G                | Tierra del Fuego | 21               |                  |         |             |             |             |  | Uruguay | Uruguay | 7     |       |  |
|  |                  |                  |                  |                  |         |             |             |             |  | Uruguay | Uruguay | 7     |       |  |
|  |                  |                  | Entre Ríos Rojo  | Entre Ríos Rojo  | 14      |             |             |             |  |         |         |       |       |  |
|  | C                | Oeste            | Entre Ríos Rojo  | Entre Ríos Rojo  | 14      | 19          |             |             |  |         |         |       |       |  |
|  | C                | Oeste            |                  |                  |         |             |             |             |  |         |         |       |       |  |
|  | F                | Paraguay         | 12               |                  |         |             |             |             |  |         |         |       |       |  |
|  | F                | Paraguay         | 12               |                  | Oeste   | Oeste       | 7           |             |  |         |         |       |       |  |
|  |                  |                  |                  |                  | Oeste   | Oeste       | 7           |             |  |         |         |       |       |  |
|  |                  |                  | Entre Ríos Rojo  | Entre Ríos Rojo  | 31      |             |             |             |  |         |         |       |       |  |
|  | D                | Formosa          | Entre Ríos Rojo  | Entre Ríos Rojo  | 31      | 12          |             |             |  |         |         |       |       |  |
|  | D                | Formosa          |                  |                  |         |             |             |             |  |         |         |       |       |  |
|  | E                | Entre Ríos Rojo  | 33               |                  |         |             |             |             |  |         |         |       |       |  |
|  | E                | Entre Ríos Rojo  | 33               |                  |         |             |             |             |  |         |         |       |       |  |
|  |                  |                  |                  |                  |         |             |             |             |  |         |         |       |       |  |

| 8 de diciembre | Paraguay | P.P. - G.P. | Formosa |  |  |

| 8 de diciembre | Brasil | 14 - 26 | Misiones |  |  |
|                |        | Reporte |          |  |  |

### Copa de Madera
|  | Semifinales | Semifinales | Semifinales |         |          | Final    | Final | Final |  |
|  |             |             |             |         |          |          |       |       |  |
|  |             |             |             |         |          |          |       |       |  |
|  | E           | La Rioja    | 5           |         |          |          |       |       |  |
|  | E           | La Rioja    | 5           |         |          |          |       |       |  |
|  | H           | San Juan    | 29          |         |          |          |       |       |  |
|  | H           | San Juan    | 29          |         | San Juan | San Juan | 33    |       |  |
|  |             |             |             |         | San Juan | San Juan | 33    |       |  |
|  |             |             | Austral     | Austral | 5        |          |       |       |  |
|  | F           | Chubut      | Austral     | Austral | 5        | 0        |       |       |  |
|  | F           | Chubut      |             |         |          | 0        |       |       |  |
|  | G           | Austral     | 3           |         |          |          |       |       |  |
|  | G           | Austral     | 3           |         |          |          |       |       |  |
|  |             |             |             |         |          |          |       |       |  |

- Austral clasificó automáticamente a la final debido a la ausencia de la Unión de Rugby del Valle del Chubut, al cual se le atribuyó una derrota por 3-0.[12][13]

## Tabla de posiciones
Las posiciones finales al terminar el campeonato:
| 1.°  | Salta            | 6 | 0 | 0 | 109 | 48  | +61  |
| 2.°  | Buenos Aires     | 3 | 1 | 1 | 107 | 43  | +64  |
| 3.°  | Tucumán          | 4 | 0 | 1 | 101 | 47  | +54  |
| 4.°  | Mar del Plata    | 3 | 0 | 1 | 66  | 33  | +33  |
| 5.°  | Alto Valle       | 3 | 0 | 1 | 80  | 38  | +42  |
| 6.°  | Cuyo             | 4 | 0 | 1 |     |     |      |
| 7.°  | Nordeste         | 3 | 0 | 2 |     |     |      |
| 8.°  | Santa Fe         | 2 | 0 | 2 | 73  | 81  | -8   |
| 9.°  | Rosario          | 4 | 0 | 1 | 136 | 64  | +72  |
| 10.° | Entre Ríos Verde | 4 | 0 | 2 | 93  | 67  | +26  |
| 11.° | Córdoba          | 3 | 0 | 2 | 109 | 41  | +68  |
| 12.° | Chile            | 2 | 1 | 1 | 103 | 26  | +77  |
| 13.° | Santa Fe B       | 2 | 1 | 2 |     |     |      |
| 14.° | Sgo. del Estero  | 3 | 0 | 2 |     |     |      |
| 15.° | Jujuy            | 1 | 0 | 3 |     |     |      |
| 16.° | Sur              | 1 | 0 | 3 |     |     |      |
| 17.° | Entre Ríos Rojo  | 4 | 0 | 2 | 118 | 81  | +37  |
| 18.° | Uruguay          | 2 | 2 | 2 | 74  | 92  | -18  |
| 19.° | Tierra del Fuego | 2 | 0 | 3 | 73  | 88  | -15  |
| 20.° | Oeste            | 1 | 0 | 3 | 50  | 96  | -46  |
| 21.° | Formosa          | 1 | 0 | 3 |     |     |      |
| 22.° | Misiones         | 1 | 0 | 3 | 59  | 77  | -18  |
| 23.° | Brasil           | 0 | 0 | 4 | 26  | 140 | -114 |
| 24.° | Paraguay         | 1 | 0 | 4 |     |     |      |
| 25.° | San Juan         | 2 | 1 | 2 | 97  | 86  | +11  |
| 26.° | Austral          | 1 | 0 | 4 | 20  | 135 | -115 |
| 27.° | La Rioja         | 0 | 0 | 4 | 20  | 109 | -89  |
| 28.° | Chubut           | 0 | 0 | 3 | 0   | 12  | -12  |

|  | Campeón Copa de Oro.    |
|  | Campeón Copa de Plata.  |
|  | Campeón Copa de Bronce. |
|  | Campeón Copa de Madera. |

| Bandera de la Provincia de Salta |
| Salta Campeón                    |
| Primer título                    |